# Europawahl in Litauen 2004
Die Europawahl in Litauen 2004 fand am 13. Juni statt.

## Ergebnis
| Listen                               | Listen                                                | Stimmen   | %    | Mandate |
| ------------------------------------ | ----------------------------------------------------- | --------- | ---- | ------- |
|                                      | Darbo partija                                         | 363.996   | 28,3 | 5       |
|                                      | Lietuvos socialdemokratų partija                      | 174.124   | 13,6 | 2       |
|                                      | Tėvynės sąjunga                                       | 151.833   | 11,8 | 2       |
|                                      | Liberalų ir centro sąjunga                            | 135.601   | 10,6 | 2       |
|                                      | Valstiečių ir Naujosios demokratijos partijų sąjunga  | 89.452    | 7,0  | 1       |
|                                      | Liberalų demokratų partija                            | 82.420    | 6,4  | 1       |
|                                      | Lietuvos lenkų rinkimų akcija – Lietuvos rusų sąjunga | 68.937    | 5,4  | –       |
|                                      | Naujoji sąjunga (socialliberalai)                     | 58.527    | 4,6  | –       |
|                                      | Lietuvos krikščionys demokratai                       | 31.162    | 2,4  | –       |
|                                      | Krikščionių konservatorių socialinė sąjunga           | 31.061    | 2,4  | –       |
|                                      | Tautos pažangos partija                               | 14.294    | 1,1  | –       |
|                                      | Nacionalinė centro partija                            | 3.663     | 0,3  | –       |
| Ungültige Stimmen                    | Ungültige Stimmen                                     | 76.980    | 6,0  | –       |
| Gesamt                               | Gesamt                                                | 1.284.050 | 100  | 13      |
|                                      |                                                       |           |      |         |
| Gültige Stimmen                      | Gültige Stimmen                                       | 1.207.070 | –    |         |
| Wähler                               | Wähler                                                | 1.284.050 | 48,4 |         |
| Wahlberechtigte                      | Wahlberechtigte                                       | 2.654.311 |      |         |
|                                      |                                                       |           |      |         |
| Quelle: Vyriausioji rinkimų komisija |                                                       |           |      |         |

## Fraktionen im Europäischen Parlament
| Partei                         | Partei                                               | Mandate | Fraktion |
| ------------------------------ | ---------------------------------------------------- | ------- | -------- |
|                                | Darbo partija                                        | 5 / 13  | ALDE     |
|                                | Lietuvos socialdemokratų partija                     | 2 / 13  | SPE      |
|                                | Tėvynės sąjunga                                      | 2 / 13  | EVP-ED   |
|                                | Liberalų ir centro sąjunga                           | 2 / 13  | ALDE     |
|                                | Valstiečių ir Naujosios demokratijos partijų sąjunga | 1 / 13  | UEN      |
|                                | Liberalų demokratų partija                           | 1 / 13  | UEN      |
|                                |                                                      |         |          |
| Quelle: Europäisches Parlament |                                                      |         |          |